# 叶轴草属
叶轴草属（学名：Phyllorachis）是禾本科的一属。

## 下属物种
本属包括以下物种：
- Phyllorachis sagittata Trimen